# Suède aux Jeux olympiques d'hiver de 2010
Cet article contient des informations sur la participation et les résultats de la Suède aux Jeux olympiques d'hiver de 2010 à Vancouver au Canada. La Suède était représentée par 106 athlètes.

## Cérémonies d'ouverture et de clôture

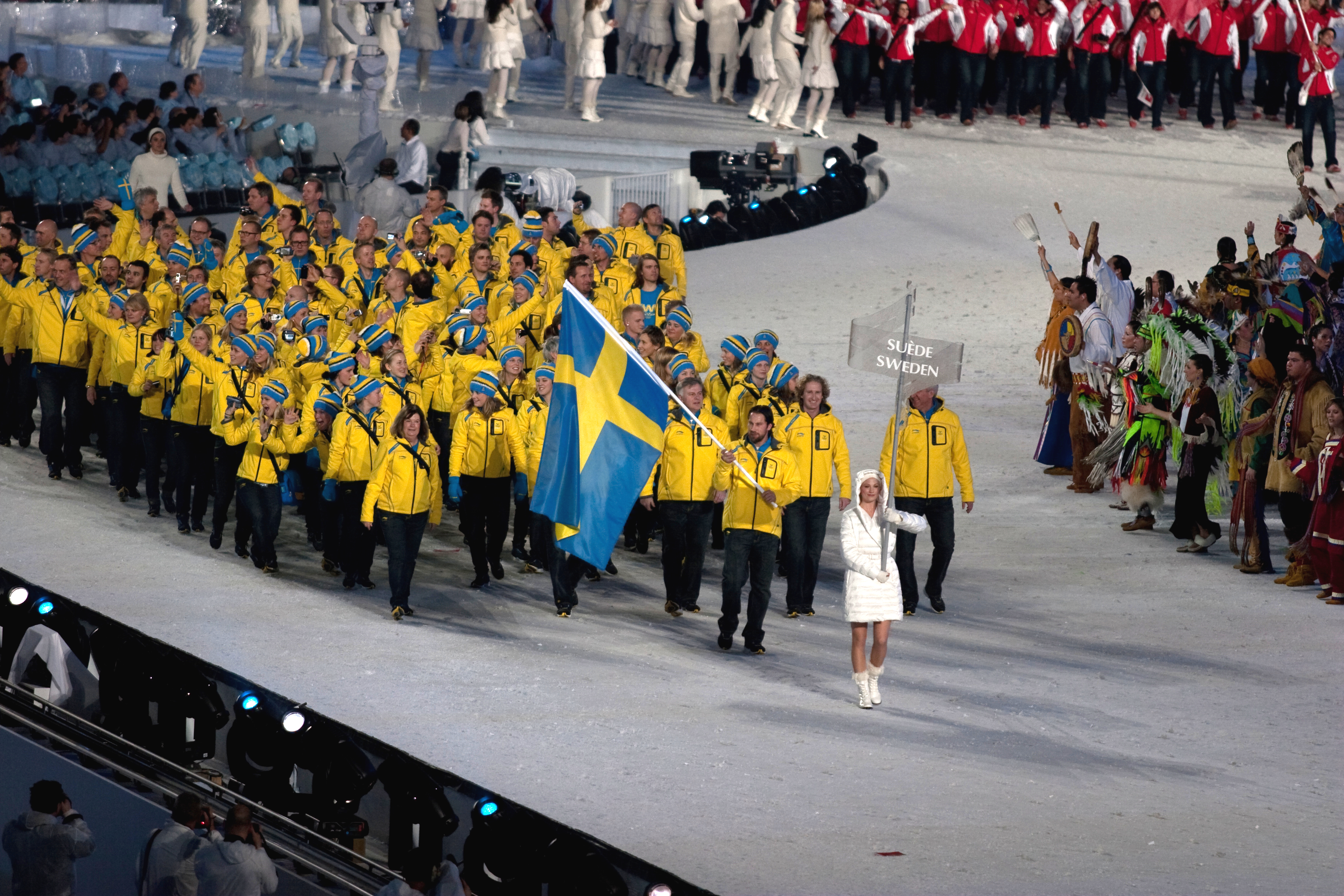
Entrée de la délégation suédoise lors de la cérémonie d'ouverture.

Comme cela est de coutume, la Grèce, berceau des Jeux olympiques, ouvre le défilé des nations, tandis que le Canada, en tant que pays organisateur, ferme la marche. Les autres pays défilent par ordre alphabétique. La Suède est la 74e des 82 délégations à entrer dans le BC Place Stadium de Vancouver au cours du défilé des nations durant la cérémonie d'ouverture, après l'Espagne et avant la Suisse. Cette cérémonie est dédiée au lugeur géorgien Nodar Kumaritashvili, mort la veille après une sortie de piste durant un entraînement. Le porte-drapeau du pays est le hockeyeur Peter Forsberg, champion olympique à Turin en 2006.
Lors de la cérémonie de clôture qui se déroule également au BC Place Stadium, les porte-drapeaux des différentes délégations entrent ensemble dans le stade olympique et forment un cercle autour du chaudron abritant la flamme olympique. Le drapeau suédois est alors porté par le fondeur Marcus Hellner, double champion olympique lors de ces Jeux.

## Médailles
- Liste des vainqueurs d'une médaille (par ordre chronologique)

### Or
| Sport              | Discipline              | Sportifs                                                            | Performance        |
| Médailles d'or : 5 | Médailles d'or : 5      | Médailles d'or : 5                                                  | Médailles d'or : 5 |
| ------------------ | ----------------------- | ------------------------------------------------------------------- | ------------------ |
| Ski de fond        | 10 km libre femmes      | Charlotte Kalla                                                     | 24 min 58 s 4      |
| Biathlon           | Poursuite 12,5 km homme | Björn Ferry                                                         | 33 min 38 s 4      |
| Ski de fond        | Poursuite 30 km hommes  | Marcus Hellner                                                      | 1 h 15 min 11 s 4  |
| Ski de fond        | Relais 4 × 10 km hommes | Daniel Richardsson Johan Olsson Anders Södergren Marcus Hellner     | 1 h 45 min 05 s 4  |
| Curling            | Compétition féminine    | Anette Norberg Eva Lund Cathrine Lindahl Anna Svärd Kajsa Bergström | 1re place          |

### Argent
| Sport                  | Discipline               | Sportifs                  | Performance            |
| Médailles d'argent : 2 | Médailles d'argent : 2   | Médailles d'argent : 2    | Médailles d'argent : 2 |
| ---------------------- | ------------------------ | ------------------------- | ---------------------- |
| Ski de fond            | Poursuite 15 km femmes   | Anna Haag                 | 40 min 07 s 0          |
| Ski de fond            | Sprint par équipe femmes | Charlotte Kalla Anna Haag | 18 min 04 s 3          |

### Bronze
| Sport                   | Discipline              | Sportifs                                                         | Performance             |
| Médailles de bronze : 5 | Médailles de bronze : 5 | Médailles de bronze : 5                                          | Médailles de bronze : 5 |
| ----------------------- | ----------------------- | ---------------------------------------------------------------- | ----------------------- |
| Ski alpin               | Super-combiné femmes    | Anja Pärson                                                      | 2 min 10 s 19           |
| Ski de fond             | Poursuite 30 km hommes  | Johan Olsson                                                     | 1 h 15 min 14 s 2       |
| Ski alpin               | Slalom hommes           | Andre Myhrer                                                     | 1 min 39 s 76           |
| Ski de fond             | 50 km classique hommes  | Johan Olsson                                                     | 2 h 05 min 36 s 5       |
| Biathlon                | Relais 4x7,5 km hommes  | Fredrik Lindström Carl-Johan Bergman Mattias Nilsson Björn Ferry | 1 h 23 min 02 s 0       |

## Engagés par sport

### Biathlon
Hommes
- Carl-Johan Bergman
- Björn Ferry
- Magnus Jonsson
- Fredrik Lindström
- Mattias Nilsson

Femmes
- Sofia Domeij
- Elisabeth Högberg
- Helena Jonsson
- Anna-Maria Nilsson
- Anna Carin Olofsson-Zidek

### Curling
Hommes
Équipe: Niklas Edin (skip), Sebastian Kraupp, Fredrik Lindberg, Viktor Kjäll, Oskar Eriksson
Femmes 
Équipe: Anette Norberg (skip), Eva Lund, Cathrine Lindahl, Anna Svärd, Kajsa Bergström

### Hockey sur glace
| Hommes Gardiens : - Jonas Gustavsson (Maple Leafs de Toronto) - Stefan Liv (HV 71 Jönköping) - Henrik Lundqvist (Rangers de New York) Défenseurs : - Tobias Enström (Thrashers d'Atlanta) - Magnus Johansson (Linköpings HC) - Niklas Kronwall (Red Wings de Détroit) - Nicklas Lidström (Red Wings de Détroit) - Douglas Murray (Sharks de San José) - Johnny Oduya (Devils du New Jersey) - Henrik Tallinder (Sabres de Buffalo) - Mattias Öhlund (Lightning de Tampa Bay) Ailiers : - Daniel Alfredsson (Sénateurs d'Ottawa) - Nicklas Bäckström (Capitals de Washington) - Loui Eriksson (Stars de Dallas) - Peter Forsberg (MODO Hockey) - Johan Franzén (Red Wings de Détroit) - Patric Hörnqvist (Predators de Nashville) - Fredrik Modin (Blue Jackets de Columbus) - Samuel Påhlsson (Blue Jackets de Columbus) - Daniel Sedin (Canucks de Vancouver) - Henrik Sedin (Canucks de Vancouver) - Mattias Weinhandl (HK Dinamo Moscou) - Henrik Zetterberg (Red Wings de Détroit) | Femmes Gardiens : - Sara Grahn (Linköpings HC) - Valentina Lizana (AIK Solna) - Kim Martin (Université de Minnesota Duluth) Défenseurs : - Emilia Andersson (Segeltorps IF) - Gunilla Andersson (Segeltorps IF) - Jenni Asserholt (Linköpings HC) - Emma Eliasson (Brynäs IF) - Frida Nevalainen (MODO Hockey) - Emma Nordin (MODO Hockey) Ailiers : - Tina Enström (MODO Hockey) - Elin Holmlöv (Segeltorps IF) - Erika Holst (Segeltorps IF) - Isabelle Jordansson (AIK Solna) - Klara Myrén (Leksands IF) - Cecilia Östberg (Leksands IF) - Maria Rooth (AIK Solna) - Danijela Rundqvist (AIK Solna) - Frida Svedin-Thunström (MODO Hockey) - Katarina Timglas (AIK Solna) - Erica Udén-Johansson (Segeltorps IF) - Pernilla Winberg (Segeltorps IF) |

### Patinage de vitesse
Hommes
- Joel Eriksson
- Daniel Friberg
- Johan Röjler

### Ski alpin
Hommes
- Mattias Hargin
- Patrik Järbyn
- Markus Larsson
- André Myhrer
- Hans Olsson

Femmes
- Therese Borssen
- Frida Hansdotter
- Jessica Lindell-Vikarby
- Maria Pietilä Holmner
- Anja Pärson

### Ski de fond

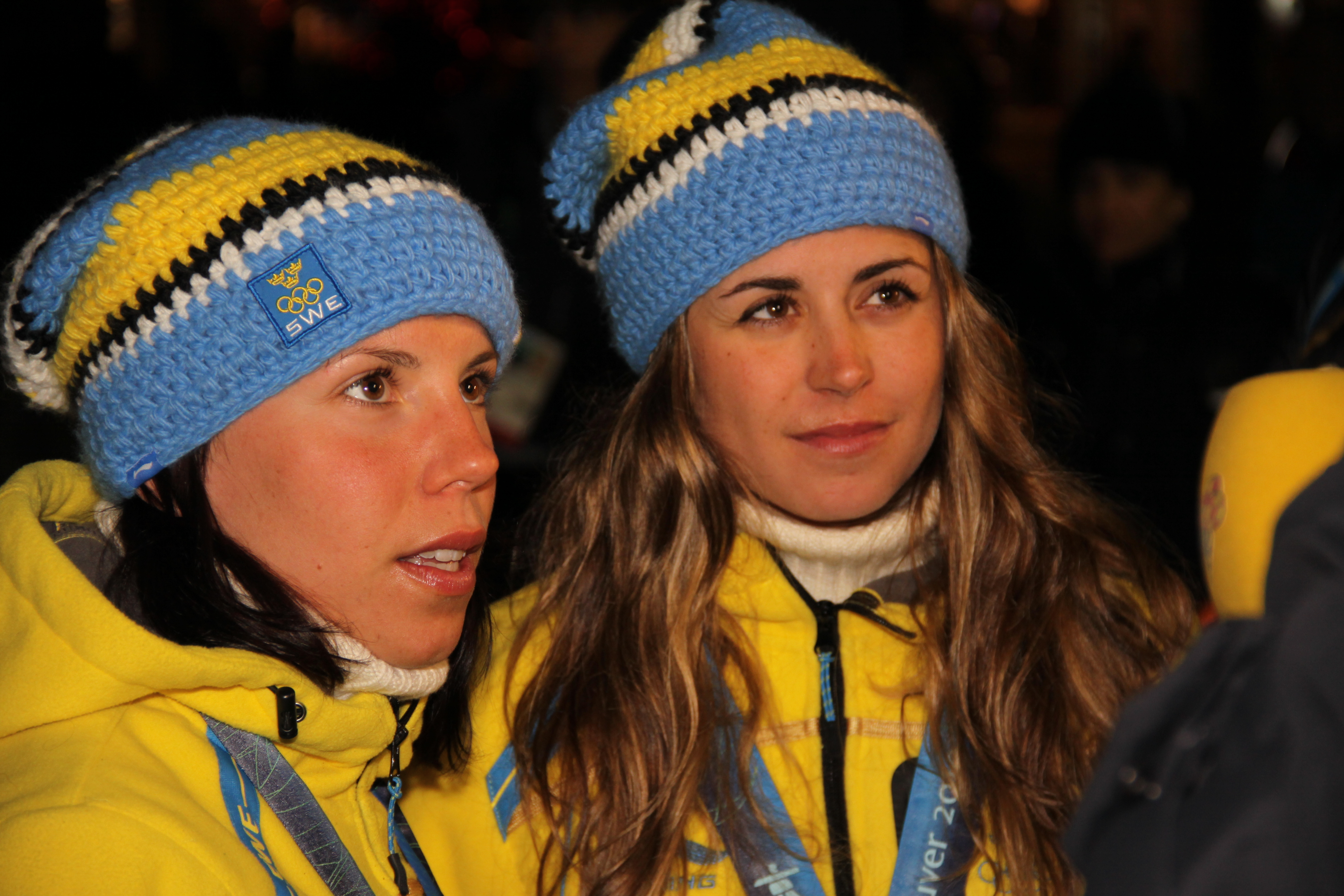
Charlotte Kalla et Anna Haag aux Jeux olympiques d'hiver de 2010

Hommes
- Marcus Hellner
- Emil Jönsson
- Björn Lind, sprint
- Jesper Modin
- Johan Olsson
- Teodor Peterson, sprint
- Daniel Richardsson
- Anders Södergren

Femmes
- Lina Andersson
- Hanna Falk, sprint
- Anna Haag
- Ida Ingemarsdotter
- Charlotte Kalla
- Britta Norgren
- Anna Olsson, sprint
- Magdalena Pajala

## Diffusion des Jeux en Suède
Les Suédois peuvent suivre les épreuves olympiques en regardant en clair les chaînes SVT1 et SVT24, du groupe Sveriges Television, ainsi que sur le câble et le satellite sur Eurosport. Sveriges Television, Eurosport et Eurovision permettent d'assurer la couverture médiatique suédoise sur internet.